# Gravettienkulturen

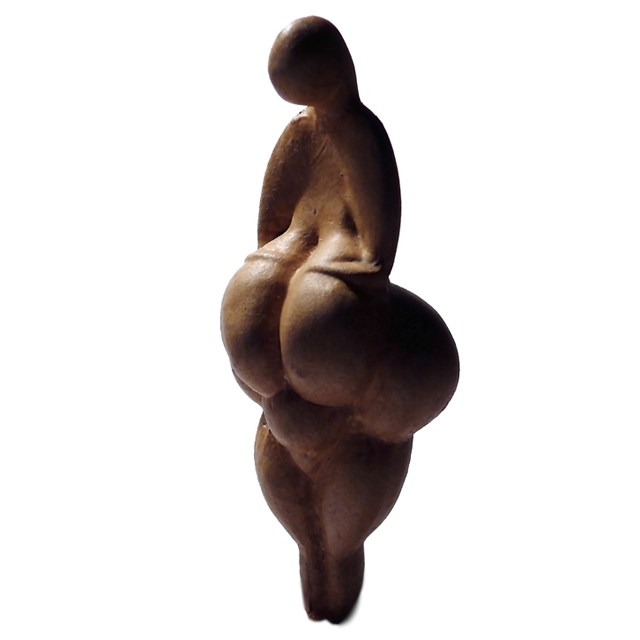
Venus de Lespugue
Venusfiguriner är typiska för Gravettiankulturen

Gravettiankulturen är en arkeologisk kultur som uppkom under senpaleolitikum, för ca 28 000 år sedan, och efterträdde den så kallade aurignacienkulturen. Ledartefakten för kulturen utgörs av ett litet spetsigt spån med en rak baksida, en så kallad Gravettianspets. Gravettianspetsarna användes troligen för att jaga mammut, häst och ren.

## Den franska sekvensen
Den serie från de franska grottorna som p.g.a. sin prioritet inom forskningens historia, sin mångfald och sin kulturella rikedom alltfort kan göra anspråk på en alldeles speciell uppmärksamhet inleddes flera tusen år senare än i vissa delar av Sydvästasien och troligen också än i Cyrenaica. Châtelperronienkulturen inledde den franska sekvensen, därpå följde alltså aurignacienkulturen som i sin tur efterträddes av gravettien, vilken kännetecknas av en starkt kontrasterande flintatradition, som fr.a. karakteriseras av spån och mikrospån med retuscherad rygg; däribland smala små rektangulära spån och mer eller mindre symmetriska spetsar med konvex avtrubbad rygg; en del av dessa är så små att de måste ha suttit fästa vid andra föremål. En del franska förhistoriker har visserligen försökt härleda gravettien från den lokalt begränsade châtelperronien och förena de båda till en périgoridientradition, som delvis skulle ha löpt jämsides med aurignacien, men med tanke på att gravettienliknande industrier är så vitt spridda i södra och mellersta Europa och en stor del av europeiska Ryssland förefaller det troligare att den bör ha representerat en tradition utifrån.

## Östliga gravettien
Kulturen delas ofta in i en västlig och en östlig gren. På olika håll i Mellaneuropa, främst på den tjeckiska lössjorden och längs de stora sydryska floderna, har arkeologin bringat i dagen ett rikt material som i flera viktiga avseenden påminner om den kultur som första gången identifierades på den franska orten La Gravette. Såväl det faktum att gravettientraditionen i allt väsentligt föddes här i öster som dess allmänna spridningsmönster, som tydligt framgår av de s.k. venusfigurinernas utbredning, antyder att dess uppträdande också i Frankrike snarast bara var en mindre episod av helt underordnad betydelse.
Av flera skäl är detta gravettienområde i öster väl värt en egen mera utförlig behandling, enligt Grahame Clark. Bl.a. finner man en klar olikhet i själva typen av de boplatser som begagnades av dessa människor från yngre paleolitisk kultur. I Väst- och Sydeuropa höll människorna huvudsakligen till i grottor och klippskydd. Sådana platser tillhandahöll naturliga, färdiggjorda hem - även om man har börjat finna allt fler vittnesbörd om att människorna också i dessa hålor ibland fann det nödvändigt att uppföra barriärer som skydd för sig själva och sina eldstäder. Dessa grottboplatser har varit särskilt värdefulla för förhistorikerna, därigenom att de ofta var bebodda genom långa tidrymder av folk med klart skiljaktiga kulturtraditioner. Men i de stora sydryska floddalarna fanns inga sådana naturliga skyddsrum. Det är det som är förklaringen till att vårt vetande om de yngre paleolitiska bosättningarna i detta område under så lång tid var och förblev så knapphändigt, och till att det än idag är och förblir ett så svårt arbete att upprätta en klar och detaljerad kulturföljd. Å andra sidan har nya landvinningar inom den arkeologiska tekniken gjort det möjligt att upptäcka och säkerställa spår av bosättningar också på öppna fyndplatser. Och det står numera klart att de människor som under yngre paleolitikum befolkade Sydryssland - och för den delen också deras moustérienföregångare - uppförde bostäder, som ger en fingervisning om deras samhällsstruktur. Ett av skälen till att man alls lyckats spåra dessa bostäder är att hyddbottnarna ofta grävdes ner en bit i jorden, förmodligen för att undvika draget från de vindar som under en stor del av istiden måste ha svept fram över dessa i huvudsak öppna landskap. De enskilda hyddornas konturer var buktande med ofta helt oregelbunden grundplan. Följaktligen är det synnerligen otroligt att själva byggnaderna kan ha varit uppförda enligt timmerhusets principer. En mycket tänkbar möjlighet är att bostäderna kan ha bestått av hopsydda djurhudar uppburna av flyttbara stolpar och nedtyngda runt hyddans omkrets med mammutben och betar. Ett sådant arrangemang påminner om det som ända in i nutiden varit i bruk bland eskimåerna, som använde stenbumlingar för att hålla fast tältkanterna och stötta upp tältets stolpar. Samma anordning måste ha varit populär också bland renjägarna under den senglaciala tiden.

## Konst
Venusfiguriner är typiska för kulturen, som har motsvarigheter över hela Centraleuropa och ända in i Ryssland.    
Vad den egentliga grottkonsten angår så är de flesta förhistoriker numera ense om att den i den fransk-kantabriska regionen undergick en enda utvecklingscykel. Med det mycket viktiga undantaget för vissa symboliska tecken och några få trevande försök till avbildande konst finner man mycket litet av grottkonst före gravettien. Men i och med denna kulturs framträdande inleds en oavbruten utveckling inom grottkonsten, en utveckling som tydligen helt ignorerade de förändringar i redskapens och vapnens former och tillverkningsmetoder som arkeologerna använder för att särskilja olika "kulturer". Stora framsteg gjordes under gravettien och solutréen i Dordogne.